# Foncho
Alfonso María Rodríguez Salas, plus connu comme Foncho, né à La Laguna (Îles Canaries, Espagne) le 29 avril 1939 et mort à L'Hospitalet de Llobregat (province de Barcelone, Espagne) le 20 mars 1994, est un footballeur international espagnol des années 1950 et 1960 qui jouait au poste de défenseur.

## Biographie

### En club
Foncho commence à jouer au CD Tenerife en 1956. En 1958, il rejoint le CD Eldense et en 1959 le Real Murcie.
En 1960, il est recruté par le FC Barcelone où il reste jusqu'en 1967. Il débute sous les ordres de l'entraîneur Ljubiša Broćić lors d'un match amical face au CE Europa. Foncho est titulaire lors de la finale de Coupe d'Europe perdue en 1961 par le FC Barcelone face à Benfica.
Il remporte la Coupe d'Espagne en 1963 et la Coupe des villes de foire en 1966. Il joue un total de 92 matchs de championnat avec le Barça.
En 1967, Foncho rejoint les rangs du Real Saragosse. Il met un terme à sa carrière de joueur en 1968.

### Équipe nationale
Foncho joue à deux reprises avec l'équipe d'Espagne en 1961 face au Pays de Galles. Il marque un but.

## Palmarès
Avec le FC Barcelone :
- Finaliste de la Coupe des clubs champions européens en 1961
- Vainqueur de la Coupe des villes de foires en 1966
- Vainqueur de la Coupe d'Espagne en 1963